# Oney Lorcan
Christopher «Chris» Girard (21 de diciembre de 1985), conocido como Oney Lorcan, es un ex-luchador profesional estadounidense. Actualmente trabaja como entrenador para la empresa WWE.
Laboró para promociones independientes como Combat Zone Wrestling, Pro Wrestling Guerrilla, Top Rope Promotions y Chaotic Wrestling, mismas en las que se presentó como Biff Busick. Entre sus logros, destaca un reinado como Campeón Mundial de CZW.

## Carrera

### Inicios (2008-2012)
Busick comenzó a entrenar en la Escuela Killer Kowalski de Pro Wrestling/Chaotic Training Center en agosto de 2008. Después de 2 años de entrenamiento y trabajo para Chaotic Wrestling, Busick dejó Boston, MA y se trasladó a Calgary, Alberta, Canadá. En septiembre de 2010, Busick se matriculó en la Storm Wrestling Academy y comenzó a entrenar con Lance Storm. Después de pasar por el campo de entrenamiento de 3 meses de Storm, se mudó a Dallas, TX y recibió entrenamiento adicional de Sho Funaki en San Antonio, Texas. Busick, después de pasar aproximadamente un año en Texas, regresó al área de Boston en 2012.

### Combat Zone Wrestling (2012–2015)
Busick debutó en Combat Zone Wrestling en CZW Cerebral, el 13 de octubre de 2012 en un dark match y se unió a The Front. Busick ganó la exposición en 2014 en el CZW Best of the Best XIII, donde Busick derrotó a Azaleal, Caleb Konley y Chuck Taylor para avanzar a la final. Sin embargo, Busick fue derrotado por Drake más joven. Entonces, Busick tuvo un feudo con el CZW World Heavyweight Champion Drew Gulak. En "CZW To Infinity", el 27 de abril de 2014, Busick fue derrotado por Gulak en una lucha por el título. Busick defendió el título en contra de Gulak para ganar el Campeonato Mundial de Peso Pesado CZW. Durante 161 días, Busick defendió el título contra Luchadores como Danny Havoc, Mike Bailey, y Dave Crist. En CZW Tangled Web 7, Bussick Derrotó a Chris Dickinson para mantener el título. Después de la lucha, el stablemate Sozio se encendió en él y lo desafió adentro para una lucha. Sozio derrotó a Busick para ganar el título. El 11 de noviembre de 2014, en CZW Cage of Death XVI, Busick desafió a Sozio en un Four Way Cage Of Death Match por el título, pero él fue derrotado. En At CZW Cage of Death XVI, Busick participó en una jaula de cuatro vías del combate de muerte para el título contra Sozio, Sabian BLK Jeez y Drew Gulak, pero el partido fue ganado por Jeez.

### Evolve (2013-2015)
Busick hizo su debut en Evolve en "Evolve 23" ganando un four way elimination match contra Green Ant, Josh Alexander y Maxwell Chicago avanzando en el "Style Battle 2013 Tournament". En "Evolve 24", Busick fue derrotado por Drew Gulak en la final del "Style Battle 2013 Tournament". En "Evolve 28", Busick derrotó a Drew Gulak. Del 10 de noviembre al 16 de noviembre de 2014, la empresa matriz de Evolve, WWNLive, realizó cuatro eventos en una gira de diez días por China. Busick terminaría la gira con un récord de 2 victorias (contra Timothy Thatcher y Jody Kristofferson) y 2 derrotas (contra Johnny Gargano y contra Tim Thatcher).

### Pro Wrestling Guerrilla (2014-2015)
El 29 de agosto de 2014, Busick hizo su debut para el Pro Wrestling Guerrilla, participando en su batalla anual de Los Ángeles perdiendo ante Roderick Strong en la primera ronda. Él también luchó la noche siguiente con Drew Gulak que apareció breve mente contra ReDRagon. Él apareció en la siguiente noche en "Untitled II" perdiendo ante Tommaso Ciampa y "Black Cole Sun" perdiendo un 4-way ante Brian Cage que también participó Uhaa Nation y Ciampa. El 27 de febrero de 2015, en From Out of Nowhere, Busick obtuvo su primera victoria en PWG al derrotar al viejo rival "Speedball" Mike Bailey, antes de perder con Brian Cage en Don't Sweat the Technique. También se reunió con Gulak para competir en DDT4 perdiendo en la primera ronda ante Ricochet y Rich Swann. Apareció en Mystery Vortex III derrotando a Timothy Thatcher antes de entrar en una confrontación con el recién formado Monte Rushmore 2.0 y específicamente Super Dragon antes de ser golpeado por The Young Bucks. Él entonces continuaría y participaría en la batalla 2015 de Los Ángeles para derrotar a Andrew Everett en la primera ronda. La noche siguiente, se uniría con Everett y Trevor Lee en un esfuerzo perdedor contra Super Dragon y The Young Bucks en el primer equipo de seis hombres Guerrilla Warfare. Él entonces lucharía su lucha final de PWG que perdía a Chris héroe la noche siguiente en la segunda vuelta.

### WWE

#### WWE NXT (2015-2021)
El 1 de septiembre de 2015, se informó de que Girard había firmado un contrato con la WWE y sería enviado al territorio en desarrollo de WWE NXT el mes siguiente Hizo su debut en un NXT House Show el 30 de octubre, luchó bajo el nombre de Biff Busick en un Halloween Batalla Real, que fue ganado por Bayley. El 9 de enero de 2016, hizo su singles match debut bajo su nombre real, perdiendo ante Rich Swann En las grabaciones del 22 de enero hizo su debut televisivo (que se emitió el 24 de febrero), en un esfuerzo por perder contra Apollo Crews. Luego luchó en un dark match antes de NXT TakeOver Dallas., Donde los cortes perdieron a Manny Andrade En junio, Girard debutó bajo el nuevo nombre de  Oney Lorcan. En el episodio de NXT del 22 de julio, Lorcan derrotó a Tye Dillinger. En El episodio del 15 de noviembre hizo su debut en SmackDown Live perdiendo ante Kalisto.
En el 2019 junto a Danny Bursh, intentaron conseguir los Campeonatos por Parejas de NXT, sin éxito alguno.
En el NXT del 18 de septiembre se enfrentó a Lio Rush por una oportunidad al Campeonato Peso Crucero de NXT, sin embargo perdió. La WWE informó que Oney fue despedido de dicha marca en noviembre del 2021.

#### 205 Live (2019-2021)
En marzo de 2019, Lorcan participó en el torneo por una oportunidad al Campeonato Peso Crucero de Buddy Murphy en Wrestlemania 35, donde derrotó a Humberto Carrillo en la primera ronda en el 205 Live, Pero la siguiente semana perdió ante Cedric Alexander en la SemiFinal.
Entró en un feudo con Ariya Daivari que culminó en un No Disqualafication Match.
Lorcan derrotó a Tony Nese, Kalisto, Jack Gallagher, Ariya Daivari & Akira Tozawa en un Six Pack Challenge Match ganando una oportunidad al Campeonato Peso Crucero de Drew Gulak en SummerSlam, desgraciadamente no logró ganar ese combate por el título en el Kick-Off de SummerSlam, sin embargo, en el 205 Live posterior a SummerSlam, Lorcan se enfrentaría nuevamente a 
Drew Gulak por el Campeonato Peso Crucero de la WWE, saliendo nuevamente derrotado. Se enfrentó a Humberto Carrillo en el 205 Live por una oportunidad al Campeonato Peso Crucero de la WWE de Drew Gulak en Clash Of Champions, sin embargo perdió.
Hizo su regreso en el 205 Live del 31 de enero de 2020 ayudando a su compañero Danny Burch del ataque de The Brian Kendrick & Ariya Daivari, comenzando un feudo contra ellos. Regresando a luchar junto a Danny Burch en el 205 Live del 7 de febrero contra The Brian Kendrick & Ariya Daivari, sin embargo el combate quedó sin resultado y al final se atacaron mutuamente, y en el 205 Live del 14 febrero derrotaron a The Singh Brothers(Sunil & Samir), después del combate junto a Burch fueron atacados por Ariya Daivari, The Brian Kendrick & The Singh Brothers, para más tarde distraer a Kendrick & Daivari durante su combate contra Tony Nese & Mike Kanellis, causando que Nese & Kanellis ganaran el combate, luego junto a Burch atacaron a Kendrick & Daivari, la siguiente semana en 205 Live, junto a Danny Burch derrotaron a The Brian Kendrick & Ariya Daivari en un No Disqualafication Match. En el 205 Live del 13 de marzo, siendo parte del Team NXT, junto a Kushida, Tyler Breeze, Isaiah "Swerve" Scott & Danny Burch se enfrentaron al Team 205 Live Originals(Tony Nese, Mike Kanellis, Jack Gallagher, The Brian Kendrick & Ariya Daivari) en un 10-Man Tag Team Elimination Match, sin embargo fue eliminando por Gallagher, pero KUSHIDA y Scott ganaron el combate para su equipo. La siguiente semana en 205 Live fue derrotado por Isaiah "Swerve" Scott, y la siguiente semana en 205 Live fue derrotado por Tony Nese.

### Regreso a WWE (2022-presente)
El 8 de octubre de 2022, se anunció que Lorcan había regresado a WWE como entrenador para el Performance Center. En 2023, su compañero entrenador Matt Bloom, afirmó que Girard se había retirado como luchador profesional.

## Campeonatos y logros
- Beyond Wrestling
  - Greatest Rivals Round Robin Tournament (2015)[17]
  - Tournament For Tomorrow 3:16 (2014) - con Drew Gulak[18]

- Combat Zone Wrestling
  - CZW World Heavyweight Championship (1 vez)[19]

- Premier Wrestling Federation Northeast
  - PWF Northeast Lightning Cup Championship (1 vez)[20]

- Pro Wrestling Illustrated
  - PWI lo clasifica como el #157 de los 500 mejores luchadores individuales en el PWI 500 en 2014

- Top Rope Promotions
  - TRP Heavyweight Championship (1 vez)[21]
  - TRP Interstate Championship (1 vez)[22]
  - TRP Kowalski Cup Tournament (2013)

- Wrestling Is Respect
  - Quest to the Best (2013)[23]

- WWE
  - NXT Tag Team Championship (1 vez) - con Danny Burch